# Baciami e lo saprai!
Baciami e lo saprai!  (Twice Blessed) è un film del 1945 diretto da Harry Beaumont. Film musicale, le coreografie sono firmate da Arthur Walsh.

## Produzione
Il film fu prodotto dalla Metro-Goldwyn-Mayer (MGM) (controlled by Loew's Incorporated) e Loew's.

## Distribuzione
Distribuito dalla Metro-Goldwyn-Mayer (MGM) (controlled by Loew's Incorporated), il film uscì nelle sale cinematografiche USA il 31 maggio 1945.